# Борего Спрингс
Борего Спрингс е населено място в окръг Сан Диего, Калифорния, САЩ.
Според преброяването от 2000 г. населението му е 2535 души. Голяма част са сезонни работници, но някои остават в градчето цяла година. Това е единственото населено място в Калифорния, заобиколено изцяло от парк – най-големия пустинен щатски парк на САЩ, „Анза-Борего“.
В града има много хотели и ресторанти, уникални магазини за сувенири, музей и център за посетители. Служи за отправна точка към пустинята. Характерно за града е, че няма никакъв светофар. Много посетители описват Борего Спрингс като Палм Спрингс преди 50 години.
Температурата през януари варира между 69,2°F и 44,0 °F. Средните юлски температури са между 107,3 °F и 75,7 °F. Най-високата температура е регистрирана през юни 1990 г. – 122 °F, а най-ниската през януари 1971 г. – 20 °F.
1. ↑  data.census.gov //   Посетен на 1 януари 2022 г.